# Caramuru
Diogo Álvares Correia, detto Caramuru (Viana do Castelo o La Coruña, 1475 – 5 ottobre 1557), è stato un esploratore portoghese.

## Biografia

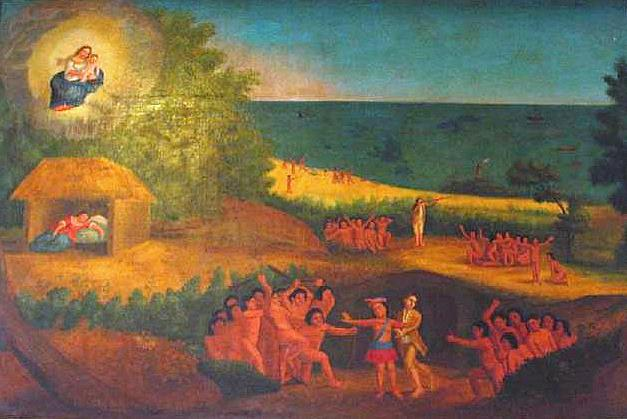
Caramuru viene accolto dai Tupinamba. Dipinto conservato presso il complesso dell'Igreja e Abadia de Nossa Senhora da Graça di Salvador

Molto scarne sono le notizie biografiche su Diogo Álvares Correia prima del suo arrivo in Brasile. La maggior parte delle fonti lo dicono nativo di Viana do Castelo, nel nord del Portogallo, collocando la sua data di nascita intorno al 1475. Alcuni studiosi spagnoli ritengono che Caramuru nacque a La Coruña, trasferendosi solo in seguito in Portogallo. Le sue origini familiari sono anch'esse incerte: solo nel XVII secolo infatti due cronisti, frate Vicente do Salvador e Simão de Vasconcelos, scrissero, probabilmente in maniera agiografica, dell'appartenenza di Diogo Álvares all'aristocrazia portoghese, tesi riportata anche da Sebastião da Rocha Pita nel XVIII secolo. 
Diogo Álvares Correia partì per la Colonia del Brasile nel 1509 o nel 1510 a bordo di una nave francese. L'imbarcazione fece naufragio nei pressi della località di Salvador oggi nota come Rio Vermelho, nella Baia di Tutti i Santi. Diogo venne accolto dalle popolazioni locali, appartenenti al gruppo degli indios Tupinamba. I Tupinamba lo chiamarono Caramuru (murena), a causa dell'arma che portava con sé e al lampo che scaturiva quando premeva il grilletto. Tale racconto sull'origine dell'appellativo, menzionato per la prima volta dallo storico gesuita del XVII secolo Simão de Vasconcelos, venne tuttavia messo in dubbio e considerato fittizio dagli storici a partire dal XIX secolo, in particolare da Francisco Adolfo de Varnhagen.

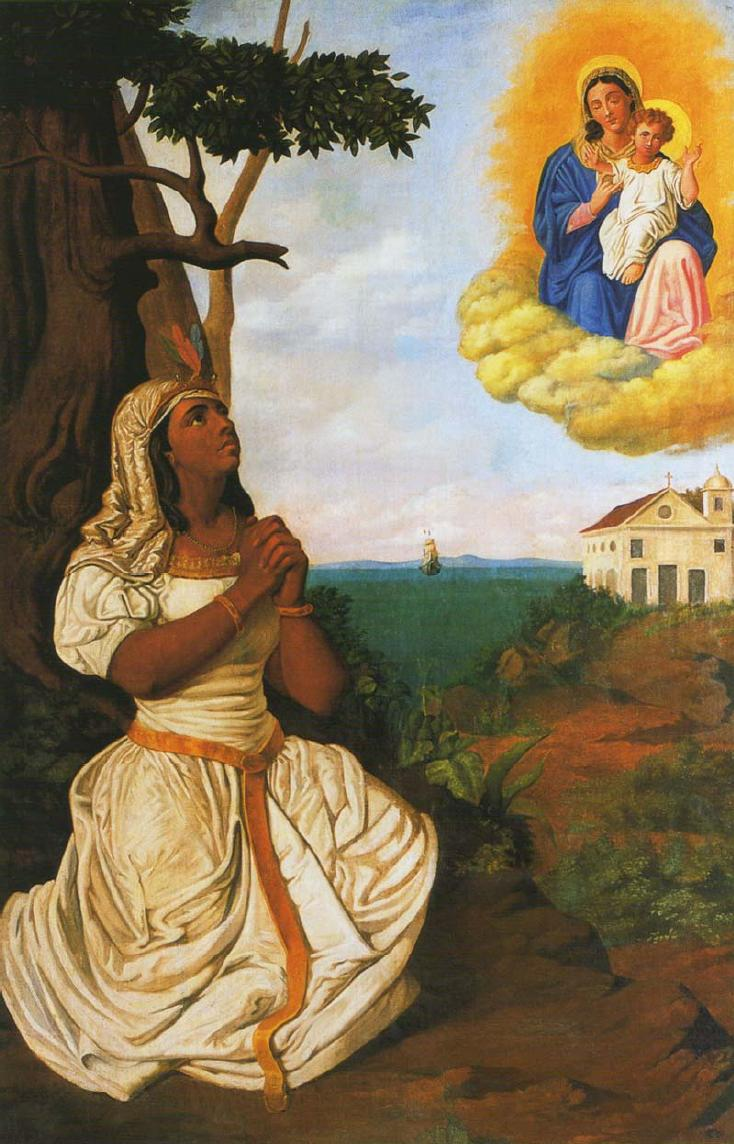
Dipinto di Manuel Lopes Rodrigues del 1871, intitolato Sonho de Catarina Paraguaçu. Dipinto conservato presso il complesso dell'Igreja e Abadia de Nossa Senhora da Graça di Salvador

Caramuru sposò Paraguaçu (il cui vero nome pare fosse Guaibimpará secondo il certificato di battesimo), una delle figlie del capo Taparica. Nei seguenti anni Diogo Álvares mantenne i contatti con le sporadiche spedizioni europee nell'area e usò la propria influenza presso i gruppi tribali locali per aiutare il governo portoghese e i missionari nella colonizzazione del territorio. Sul finire del 1526 o all'inizio del 1527 si recò in Francia con sua moglie, al fine di compiervi un viaggio di affari e di natura diplomatica. Paraguaçu venne battezzata il 30 luglio 1528 a Saint-Malo con il nome Catarina, probabilmente in onore di Catherine des Granches, moglie di Jacques Cartier. La coppia fece ritorno in Brasile intorno al 1530, recando un carico di merci europee che si rivelò molto redditizio nella colonia. Nel 1534, su iniziativa di Diogo Álvares e della sua consorte, Catarina Paraguaçu, venne edificata la cappella di Nossa Senhora da Graça. Sul sito di questa primitiva struttura, oggi scomparsa, venne edificato il complesso dell'Igreja e Abadia de Nossa Senhora da Graça, nell'odierno quartiere Graça di Salvador.
Nel 1535 giunse nella regione di Bahia il primo capitano donatario portoghese, Francisco Pereira Coutinho, il quale era stato investito della Capitaneria di Baía de Todos os Santos da re Giovanni III del Portogallo. Coutinho fondò l'insediamento di Arraial do Pereira il 20 novembre 1536, nei pressi dell'odierna Ladeira da Barra. Questo villaggio, dodici anni dopo, all'epoca della fondazione ufficiale della città di Salvador, assunse il nome di Vila Velha. Caramuru ricevette da Francisco Pereira Coutinho una sesmaria (concessione di terra a carattere vitalizio definita dal diritto medievale portoghese), continuando ad esercitare un ruolo di intermediario tra gli indigeni e gli amministratori coloniali. 
Le popolazioni indigene che abitavano nella regione mal sopportavano Pereira Coutinho a causa della sua prepotenza e dei suoi atti di violenza. Una rivolta organizzata dalle popolazioni indigene costrinse Coutinho a rifugiarsi a Porto Seguro con Diogo Álvares. Nel viaggio di ritorno verso Salvador, incontrarono una forte tempesta che li fece naufragare sull'isola di Itaparica. I Tupinamba catturarono i membri dell'equipaggio e Francisco Pereira Coutinho fu ucciso e divorato in un banchetto antropofagico, mentre Diogo Álvares venne liberato. Questi eventi ebbero luogo nel 1547.
Successivamente Diogo si prodigò affinché la spedizione di Tomé de Sousa fosse ben accolta dalle popolazioni locali e collaborò alla fondazione di Salvador nel 1549.

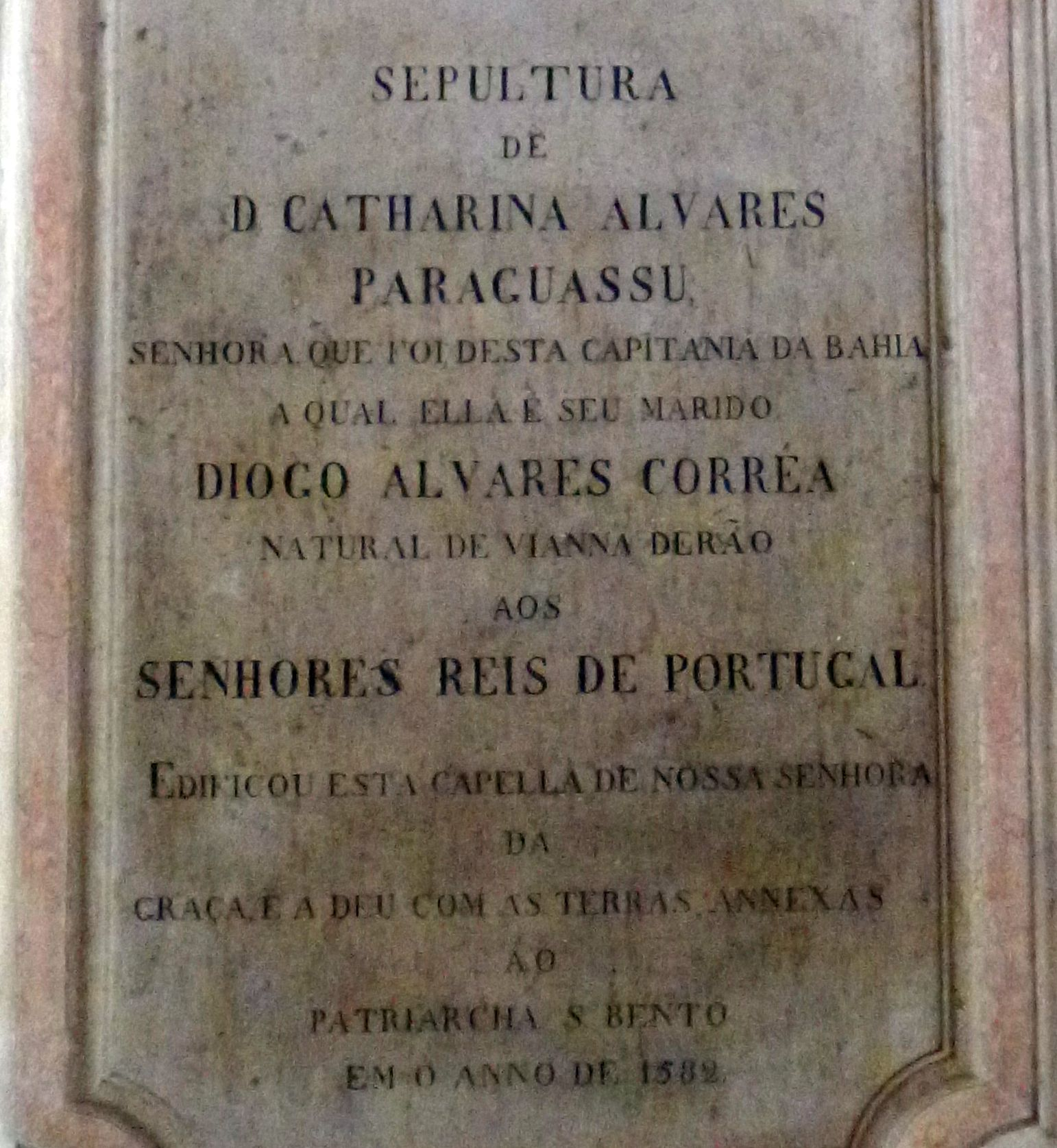
Lapide sepolcrale di Catarina Álvares Paraguaçu

Correia morì nell'ottobre del 1557 e venne sepolto nel Mosteiro de Jesus, sul cui sito sorge la Cattedrale della Trasfigurazione del Signore di Salvador. Lasciò metà dei suoi beni ai Gesuiti. Sua moglie Catarina Paraguaçu morì nel 1583. Il suo sepolcro si trova nell'Igreja de Nossa Senhora da Graça.

### Matrimonio e discendenza
Caramuru ebbe almeno quattro figlie dal suo matrimonio con Catarina Paraguaçu:
- Anna, sposatasi con Custódio Rodrigues Correia
- Genebra, sposatasi con Vicente Dias de Beja
- Apolônia, sposatasi con João de Figueiredo Mascarenhas
- Grácia, spoasatasi con Antão Gil

I discendenti di Caramuru e Catarina Paraguaçu si unirono in matrimonio con figure di spicco del Brasile coloniale. L'esempio più significativo è rappresentato da Diogo Dias (figlio di Genebra e Vicente Dias de Beja), il quale sposò Isabel d'Ávila, figlia ed erede del possidente terriero e amministratore coloniale Garcia d'Ávila (1528-1609).
Ebbe inoltre diversi figli nati da relazioni con altre donne Tupinamba. Tra questi troviamo Gaspar, Gabriel e Jorge, i quali vennero nominati cavalieri dal governatore Tomé de Sousa.

## Influenza culturale

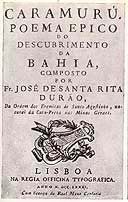
Facsimile del frontespizio della prima edizione di Caramuru

- Il poema epico Caramuru di Santa Rita Durão, pubblicato nel 1781, narra le vicende di Caramuru e costituisce un esempio di proto-Indianismo
- Caramuru (Diego Alvaro nel romanzo), è inoltre il protagonista del romanzo L'uomo di fuoco di Emilio Salgari